# استان نونگ بوا لامفو

نقشهٔ تایلند و جایگاه استان نونگ بوا لامفو.

استان نونگ بوآ لامفو یکی از استان‌های کشور تایلند است. مساحت آن ۳۸۵۹ کیلومترمربع می‌باشد. جمعیت این استان در سال ۲۰۰۰ بالغ بر ۴۸۲۰۰۰ نفر برآورد شده‌است.
استان نونگ بوا لامفو از نظر تقسیمات کشوری بخشی از ناحیه شمال خاوری تایلند به حساب می‌آید. مرکز این استان شهر نونگ بوا لامفو است.